# Frederico Heydtmann
Frederico Heydtmann (Friedrich Heydtmann) (Hamburgo, 1802 - 1876) foi um engenheiro e arquiteto teuto-brasileiro.
Recém chegado ao Rio Grande do Sul foi encarregado da construção do Liceu Dom Afonso, junto com Phillip von Normann. Construiu depois diversas bicas de água, até finalmente ter sido convocado para construir o prédio da cadeia pública, o primeiro prédio de Porto Alegre a ter água corrente.
Realizou algumas obras na colônia de Santa Cruz do Sul e em Cachoeira do Sul, incluindo os orçamentos para a construção de pontes de madeira no passo da Ferreira e no arroio junto ao passo do Jacuí, em 1854. Em Porto Alegre projetou diversos prédios em Porto Alegre, incluindo a Beneficência Portuguesa, o plano inicial do Mercado Público em 1861, também fez o projeto de saneamento do bairro Cidade Baixa.
Também inventou uma máquina de fabricar farinha de mandioca que ficou famosa no seu tempo.